# Üllő
Üllő là một thành phố thuộc hạt Pest, Hungary. Thành phố này có diện tích 48,1 km², dân số năm 2010 là 11292 người, mật độ 235 người/km².